# Kapacitetsfaktor
Kapacitetsfaktor eller (ut)nyttjandegrad är ett nyckeltal som används för att jämföra olika kraftverks verkliga produktion över en tidsperiod jämfört med dess teoretiska maximala kapacitet. Nyckeltalen kan även användas för andra typer av produktion.

## Definition
För att beräkna kapacitetsfaktorn divideras verklig produktion över en tidsperiod med maximal teoretisk produktion multiplicerad med längden av den betraktade tidsperioden.
{\displaystyle \ \mathrm {Kapacitetsfaktorn\ i\ \%} =\ {\dfrac {\mathrm {Elproduktion\ per\ tid} }{\mathrm {Installerad\ effekt\times tid} }}}
Använda sorter måste hänga ihop, men elproduktionen kan till exempel anges i "kWh", installerad effekt i "kW" och tid i "timmar". Om elproduktionen avser "kWh/år" så väljes "tid" till "timmar per år", det vill säga 8760 timmar för ett normalår, 8784 timmar för ett skottår och 8766 timmar för en längre följd av år. 
Begreppet kan även användas för andra slag av produktion än energiproduktion, till exempel produktionen i en fabrik. Om normaliseringen sker mot till exempel "full produktion 40 timmar i veckan", så kan kapacitetsfaktorn få värden på över 100 procent vid användning av övertid och/eller flera skift.

## Exempel på kapacitetsfaktorer
- Vattenkraftverket Harsprånget anges ha en årsproduktion på 2 131 GWh/år = 2 131 000 MWh/år och en toppeffekt på 977 MW.

{\displaystyle \ \mathrm {Kapacitetsfaktorn\ i\ \%} =\ {\dfrac {\mathrm {2\ 131\ 000} }{\mathrm {977\times 8\ 766} }}{\mathrm {=24.9\%} }}
Detta vattenkraftverk är ett toppkraftverk som kortvarigt kan leverera en betydande effekt, men vattenmängderna i älven räcker inte till för att stadigvarande ge mer än cirka en fjärdedel av toppeffekten.

- Solkraftverket Solsidan i Varbergstrakten anges ha en årsproduktion på 2,9 GWh/år = 2 900 000 kWh/år och en toppeffekt på 2,7 MW = 2 700 kW.

{\displaystyle \ \mathrm {Kapacitetsfaktorn\ i\ \%} =\ {\dfrac {\mathrm {2\ 900\ 000} }{\mathrm {2\ 700\times 8\ 766} }}{\mathrm {=12.3\%} }}
Solkraftverk uppnår sin toppeffekt mitt på dan när det inte är molnigt, och ger ingen ström när solen gått ner. Den angivna kapacitetsfaktorn är representativ för Sverige, medan man i vissa mycket soliga lägen (till exempel Topaz Solar Farm i Kalifornien) kan komma upp i kapacitetsfaktorer på 20 - 25 procent.

- Lillgrunds vindkraftpark anges ha en årsproduktion på 330 GWh/år = 330 000 000 kWh/år och en toppeffekt på 110 MW = 110 000 kW.

{\displaystyle \ \mathrm {Kapacitetsfaktorn\ i\ \%} =\ {\dfrac {\mathrm {330\ 000\ 000} }{\mathrm {110\ 000\times 8\ 766} }}{\mathrm {=34\%} }}
Vindkraftverk ger full effekt först över en viss vindhastighet. Beroende på vindtillgång och val av rotorstorlek kan kapacitetsfaktorn typiskt vara 20-45 procent.

- Många personbilar körs cirka 1 500 mil om året, men skulle åtminstone teoretiskt till exempel i en mycket intensiv taxiverksamhet kanske kunna användas av chaufförer som arbetar i skift och kör 50 km/h = 5 mil/h dygnet runt eller knappt 44 000 mil/år. En kapacitetsfaktor för medelbilen kan då anges som:

{\displaystyle \ \mathrm {Kapacitetsfaktorn\ i\ \%} =\ {\dfrac {\mathrm {1\ 500} }{\mathrm {5\times 8\ 766} }}{\mathrm {=3.4\%} }}
Kapacitetsfaktorn uttrycker att "medel-bilen" står stilla stora delar av året.

- Kärnkraftverk har låga bränslekostnader men är dyra att bygga, varför operatörerna anstränger sig för att köra full effekt "24/7" med avbrott cirka 1 månad per år för bränslebyte och underhåll. Sveriges största kärnkraftsreaktor Oskarshamn 3 hade 2021 en produktion på 11,4 TWh = 11 400 000 MWh och en toppeffekt på 1 400 MW.[2]

{\displaystyle \ \mathrm {Kapacitetsfaktorn\ i\ \%} =\ {\dfrac {\mathrm {11\ 400\ 000} }{\mathrm {1\ 400\times 8\ 766} }}{\mathrm {\ =93\%} }}
År 2020 var den genomsnittliga kapacitetsfaktorn för alla världens reaktorer 74%.